# Acanthopale aethiogermanica
Acanthopale aethiogermanica är en akantusväxtart som beskrevs av Ensermu. Acanthopale aethiogermanica ingår i släktet Acanthopale och familjen akantusväxter. Inga underarter finns listade i Catalogue of Life.